# 恩桂
宗室恩桂（穆麟德轉寫：uksun engui，1800年—1848年），字小山、步蟾，滿洲人，清朝宗室、官员、禮部尚書。
道光二年壬午恩科進士。曾任理藩院尚書。道光二十二年五月己未，接替色克精額，擔任清朝禮部尚書，后改吏部尚書。道光二十八年卒，諡文肅。由麟魁接任。

## 延伸阅读
[在维基数据编辑]
 《清史稿·卷374》，出自趙爾巽《清史稿》
 《清史稿·卷374》